# Glossanodon leioglossus
Glossanodon leioglossus és una espècie de peix pertanyent a la família dels argentínids.

## Descripció
- Pot arribar a fer 20 cm de llargària màxima (normalment, en fa 10).[6][7]

## Reproducció
Té lloc entre l'hivern i la primavera a la mar Mediterrània.

## Alimentació
Menja crustacis pelàgics.

## Depredadors
A l'Estat espanyol és depredat per Ophichthus rufus.

## Hàbitat
És un peix marí i batidemersal.

## Distribució geogràfica
Es troba a l'Atlàntic oriental: des del sud de la península Ibèrica fins al cap Blanc (Mauritània), incloent-hi la Mediterrània occidental.

## Observacions
És inofensiu per als humans.